# Mount-Cook-Nationalpark (Queensland)
Der Mount-Cook-Nationalpark (englisch Mount Cook National Park) ist ein etwa 5 Quadratkilometer großer Nationalpark in Queensland, Australien.

## Lage
Der Park befindet sich in der Region Far North Queensland. Er liegt etwa 180 Kilometer nördlich von Cairns und 3 Kilometer südlich von Cooktown. Zwischen dem Mulligan Highway und der Küste zum Korallenmeer gelegen, schützt der Nationalpark das Gebiet um den 431 Meter hohen Mount Cook. Abgesehen von dem 6 Kilometer langen Wanderweg auf den Gipfel, gibt es weder Besuchereinrichtungen noch Straßen in den Park.

## Geschichte
Leutnant Phillip Parker King benannte den Mount Cook im Juni 1819 während seiner Umsegelung von Nordaustralien. Nichtwissend, dass bereits Leutnant James Cook den Berg im Jahr 1770 Gores Mount getauft hatte, nach John Gore, seinen dritten Leutnant. Der Name Gores Mount ist im Laufe der Zeit in Vergessenheit geraten.

## Flora und Fauna
Tropischer Regenwald und tropischer Wald mit einem Heideunterbau dominieren sowohl auf den höhergelegenen Hängen und entlang der Bäche und Flussläufe. Grasland wächst auf den südlichen Hängen.
Die unterschiedlichen Habitate beheimaten eine Vielzahl von verschiedenen Pflanzen und Tieren, darunter die Neuguinea-Amethystpython (Morelia amethistina) und den als gefährdet eingestuften Nördlichen Beutelmarder (Dasyurus hallucatus). In den Sommermonaten kann man Zweifarben-Fruchttauben (Ducula bicolour) und Paradieslieste (Tanysiptera sylvia), eine Eisvogelart, beobachten.